# Вегер, Евгений Ильич
Евге́ний Ильи́ч Ве́гер (1899—1937) — советский государственный и партийный деятель, кандидат в члены ЦК ВКП(б).

## Биография
Родился 9 сентября 1899 года в селе Лисцово Костромской губернии в семье врача Ильи Сергеевича Вегера (1865, Екатеринослав—1949, Москва; на улице Горького был сбит машиной и погиб), члена РСДРП с 1898 года.
По национальности — немец.
Во время учёбы в Императорском техническом училище примкнул к революционному движению, в 1917 году вступил в РСДРП(б).
Участвовал в гражданской войне и советско-польской войне 1920 года, во время которой был членом Реввоенсовета 4-й армии РККА.
Затем в качестве военного комиссара 7-й армии РККА (Северной группы войск) принимал участие в подавлении Кронштадтского мятежа, за что был награждён орденом Красного Знамени (Приказ РВСР № 112, 1921 г.). Многие повстанцы были расстреляны Вегером лично.
Дальнейшая служба проходила в Харьковском военном округе на должности члена Реввоенсовета.
В 1923—1924 годах заведовал отделом в Наркомфине РСФСР, в 1924—1928 годах работал на руководящих постах в Свердловском обкоме партии, в 1928—1930 годах работал в Организационно-инструкторском отделе ЦК ВКП(б) — заместителем заведующего и ответственным инструктором.
С декабря 1930 по 3 февраля 1933 года был ответственным 1-м секретарём Крымского областного комитета ВКП(б), с февраля 1933 по июль 1937 года — 1-м секретарём Одесского областного комитета КП(б)У. Тогда же стал членом ЦК КП(б)У, кандидатом в члены Политбюро ЦК КП(б)У и кандидатом в члены ЦК ВКП(б).
26 января—10 февраля 1934 года делегат XVII съезда ВКП(б) с решающим голосом.
Был арестован 25 июня 1937 года. Постановлением пленума ЦК ВКП(б) 23—29 июня 1937 г. был выведен из состава кандидатов в члены ЦК ВКП(б). Осуждён по ст. 58 УК РСФСР (1-я категория) и 27 ноября 1937 года расстрелян. Реабилитирован 14 марта 1956 года.

## Семья
Жена —  Соланж Петровна Карпачевская (1909–1941/2), пианистка. Училась в Ленинградской консерватории. После расстрела мужа, была арестована, но затем вышла на свободу. Сидевшая с ней в одной камере № 6 жена польского деятеля Коминтерна Марыля Бернардовна Краевская вспоминала: «Соланж была пианисткой, в лагере сошла с ума <...> в Одессе осталась слепая мать и 12-месячный сын». Позже погибла в Одессе в гетто от рук фашистов.
- Сестра — Вера Ильинична Вегер, окончила Московские высшие женские курсы, историко-философский факультет.
- Брат — Владимир Ильич Вегер (1888-1945) [8].
- Сестра — Елена Ильинична Вегер (1901—1937). Была замужем за Ильёй Шелехесом[9]. Приговорена к ВМН.
- Сестра — Валентина Ильинична Вегер (1893—1970), Окончила Московские высшие женские курсы, историко-философский факультет. Член РСДРП(б) с 1912 года,  старший референт научного отдела СНК, сотрудник редакции БСЭ. Похоронена на Новодевичьем кладбище. Была замужем на Николаем Феофановичем Яковлевым. Дочери — Вера Николаевна и Валентина Николаевна Яковлевы. Внучка — Людмила Петрушевская.
- Сестра — Раиса Ильинична Вегер (1894—1978). Окончила Московские высшие женские курсы, естественный факультет; медсестра. Была репрессирована как ЧСИР[10].  Похоронена на Новодевичьем кладбище. Жена А.Израиловича.
- Сестра — Евгения Ильинична Вегер.
- Брат — Илья Ильич Вегер (1916—1939). Похоронен на Новодевичьем кладбище.

## Память
Ещё при жизни Евгения Вегера в Одессе в его честь была переименована улица Косвенная, после ареста улице было возвращено прежнее историческое название. С 1964 года улица опять стала называться Вегера, а в 1990-х годах снова Косвенная.